# Маркштайн, Элизабет
Эли́забет Ма́ркштайн (нем. Elisabeth Markstein, урожд. Элизабет Коплениг (Elisabeth Koplenig); 18 апреля 1929, Вена — 15 октября 2013, Вена) — австрийская славистка, переводчица и литератор.

## Биография
Элизабет Маркштайн — дочь австрийского политика-коммуниста Иоганна Копленига и его супруги, историка Хильды Коплениг. В 1933 году родители Элизабет были вынуждены перейти на нелегальное положение после запрета деятельности Коммунистической партии Австрии. Детство Элизабет прошло в Праге, Швейцарии, а с 1936 года — в Москве, где, как и многие политические эмигранты, Коплениги проживали в гостинице «Люкс». Летом 1945 года Элизабет вместе с родителями вернулась в Австрию, но чтобы получить аттестат зрелости, ей пришлось вернуться для сдачи экзаменов в Москву.
Маркштайн изучала славистику в Москве и в Венском университете. В 1953 году защитила диссертацию, посвящённую творчеству Максима Горького и социалистическому реализму. Поддерживала связи с советскими диссидентами и эмигрантами, в 1968 году была исключена из Коммунистической партии Австрии. Получила запрет на въезд в СССР после того, как стало известно, что она тайком вывезла из страны письма Александра Солженицына. Её симпатии к Советскому Союзу окончательно исчезли после подавления Пражской весны 1968 года.
С 1966 года Элизабет Маркштайн преподавала переводоведение и славистику в Вене, Инсбруке, Граце и Остине. Вместе со своим коллегой Эрнстом Вальтером занималась переводом на немецкий язык главного произведения Солженицына «Архипелаг ГУЛАГ» (под псевдонимом Anna Peturnig). Вместе с Феликсом Филиппом Ингольдом выпустила книгу «О Солженицыне», переводила «Игрока» Ф. М. Достоевского, произведения Льва Копелева, воспоминания его жены Раисы Орловой-Копелевой.
Включена Солженицыным в список его тайных помощников.
Элизабет Маркштайн находилась в дружеских отношениях с Генрихом Бёллем и была знакома с Иосифом Бродским, Н. С. Хрущёвым и В. М. Молотовым.
За свою переводческую работу удостоилась нескольких наград, в том числе Государственной премии Австрии в области литературного перевода. В 2010 году опубликовала свои мемуары «Москва гораздо красивее Парижа. Жизнь между двумя мирами».
Элизабет Маркштайн почти 60 лет состояла в браке с писателем Хайнцем Маркштайном. У супругов родилось три дочери, две из которых умерли молодыми.

## Сочинения
- Moskau ist viel schöner als Paris. Leben zwischen zwei Welten. Milena, Wien 2010, ISBN 978-3-85286-191-3.